# Manciniparels
De Manciniparels zijn twee bijzonder fraaie en bij elkaar passende zoutwaterparels die ooit aan Eleonora dei’ Toledo zouden hebben toebehoord. 
De parels wegen ieder 200 grein oftewel 50 karaat. De ene parel is perfect druppelvormig, de ander heeft een klein "buikje". De kleur is wit met een roze ondertoon en het oppervlak is perfect zodat de luister opvallend fraai is. De herkomst van de parels, de wateren rond Panama of Venezuela in de nieuwe Wereld of de Perzische Golf, is onbekend.
De twee als oorringen gedragen parels bleven behoren tot het erfdeel van het schatrijke  florentijnse geslacht der Medici totdat Maria de Medici, dochter van Francesco dei’ Medici de Groothertog van Toscane in 1600 naar Frankrijk afreisde om met de Franse Koning Henri IV te trouwen.
De Franse koningin kon op dat moment over drie van de fraaiste en beroemdste parels ter wereld beschikken; de Manciniparels en La Peregrina.
De parels bleven in Frankrijk tot Prinses Henriëtta Maria van Frankrijk ze in 1625 inbracht in haar huwelijk met de Engelse koning Karel I. Haar zus Elisabeth van Valois bracht La Peregrina in haar bruidsschat naar Spanje.
Na de vlucht van de koningin en de executie van de koning werden de manciniparels in 1657 door de verarmde Henrietta aan de 19jarige Lodewijk XIV van Frankrijk verkocht. De jonge vorst was verliefd op Maria Mancini, een van de twee mazarinettes, de nichtjes van Kardinaal Mazarin. Hij schonk de jonge vrouw de beide parels, maar van een door de koning gewenst huwelijk kon, door standsverschil en misschien omdat de kardinaal hun beider vader was, niets komen.
Maria Mancini bracht de parels in 1661 naar Italië waar zij de Principe di Colonna trouwde. Wat na haar dood op 8 mei 1715 met de parels gebeurd is niet met zekerheid bekend. Een bron noemt de prinselijke familie Rospigliosi als eigenaar.
Van veel bijzonder kostbare parels is de geschiedenis niet met zekerheid bekend. Ze verdwenen soms decennia uit de publiciteit na veilingen of doordat ze prooi werden van dieven, wat voedsel geeft aan legenden.
Na 264 jaar doken in oktober 1979 op een veiling bij Christie's in New York twee bijzondere parels op. Zij werden herkend als de Manciniparels en werden voor $253,000 aan een onbekende koper gegund. Ook de verkoper bleef anoniem.
De beide parels zijn aan een montuur van diamanten opgehangen. Drie van de diamanten zijn peervormig en van een oud slijpsel. Zij vormen gestileerde lelies. Drie grotere briljantgeslepen diamanten zijn daarboven gemonteerd. Het montuur is geheel of gedeeltelijk modern.

## Galerij

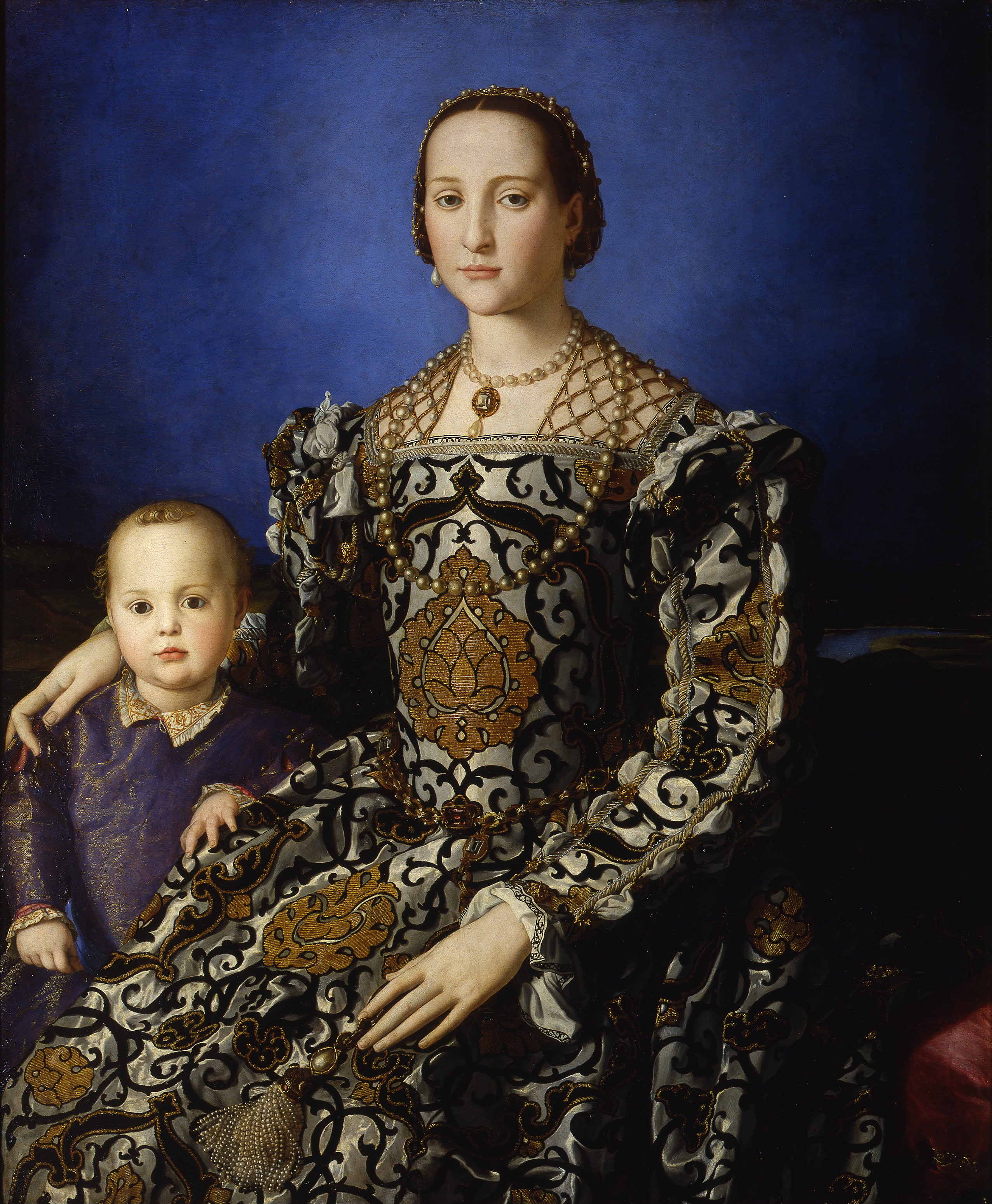
Eleonora dei’ Toledo
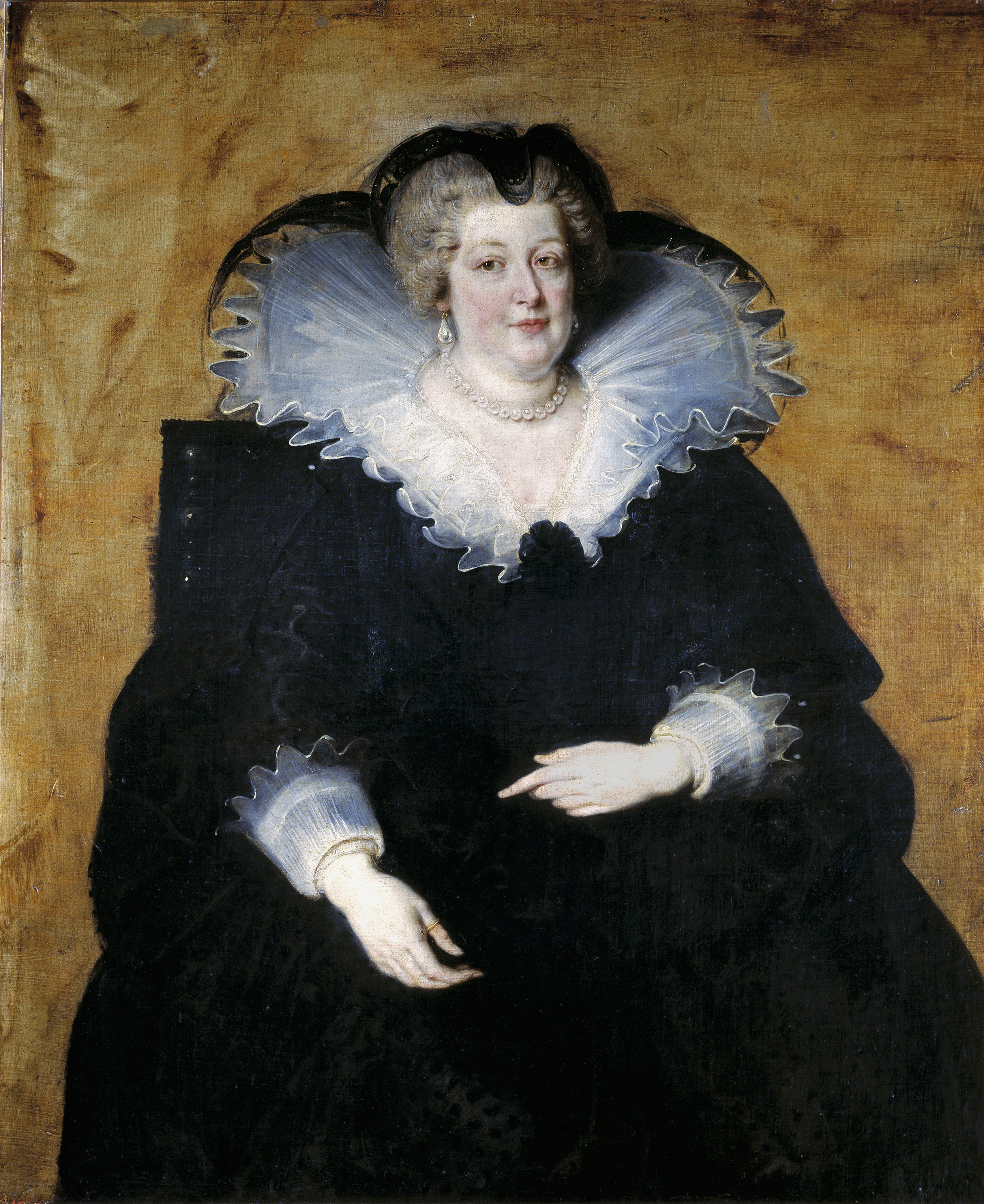
Maria de Medici met parels
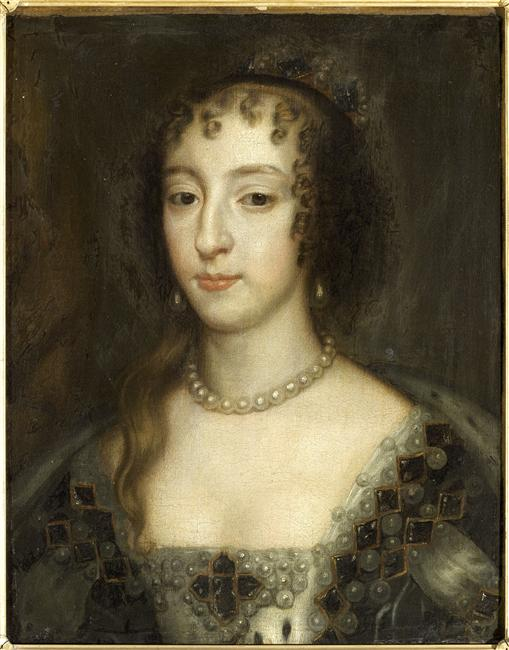
Henriëtta Maria van Frankrijk